# Elezioni parlamentari a Cuba del 1932
Le elezioni parlamentari a Cuba del 1932 si tennero il 1º novembre per eleggere la metà dei parlamentari della Camera dei rappresentanti. Il Partito Liberale Autonomista ottenne la maggioranza assoluta, con 35 seggi su 69.

## Risultati
| Liste                          | Voti | %     | Seggi |
| ------------------------------ | ---- | ----- | ----- |
| Partito Liberale Autonomista   |      | 50,73 | 35    |
| Partito Conservatore Nazionale |      | 36,23 | 25    |
| Partito Popolare Cubano        |      | 13,04 | 9     |
| Totale                         |      | 100   | 69    |